# کراسنوسلوبودسک، اوبلاست ولگوگراد
شهر کراسنوسلوبودسک، اوبلاست ولگوگراد (به روسی: Краснослободск) در کشور روسیه و در اوبلاست ولگوگراد واقع شده‌است.